# Mark Bradley
Mark Simon Bradley (ur. 14 stycznia 1988 w Wordsley) – walijski piłkarz występujący na pozycji pomocnika. Zawodnik klubu Rotherham United.

## Kariera klubowa
Bradley zawodową karierę rozpoczynał w 2004 roku w zespole Walsall z League One. W tych rozgrywkach zadebiutował 7 maja 2005 roku w wygranym 3:0 pojedynku ze Stockport County. W 2006 roku spadł z zespołem do League Two, ale w 2007 roku wrócił z klubem do League One. Wówczas stał się również podstawowym graczem składu Walsall, gdyż wcześniej pełnił tam rolę rezerwowego. W Walsall spędził w sumie 6 lat. Łącznie rozegrał tam 95 spotkań i zdobył 5 bramek.
W 2010 roku Bradley odszedł do ekipy Rotherham United z League Two. Pierwszy ligowy mecz zaliczył tam 7 sierpnia 2010 roku przeciwko Lincoln City (2:1).

## Kariera reprezentacyjna
Bradley jest byłym reprezentantem Walii U-21. W pierwszej reprezentacji Walii zadebiutował w niej 23 maja 2010 roku w przegranym 0:2 towarzyskim meczu z Chorwacją.